# Lethal Enforcers
Lethal Enforcers (яп. リーサルエンフォーサーズ ри:саруэнфо:са:дзу) — рельсовый шутер со световым пистолетом, разработанный и изданный компанией Konami в 1992 году для аркадных автоматов. В следующем году вышли домашние версии для приставок Mega Drive, Mega-CD и Super NES, включающие в комплект световой пистолет в форме револьвера под названием The Justifier. Графика в игре полностью состоит из оцифрованных изображений и спрайтов.
Игра имела успех как у критиков, так и в коммерческом плане, войдя в пятёрку самых прибыльных аркадных игр 1993 года в США. Однако она вызвала разногласия, поскольку позволяла игрокам стрелять в фотореалистичные изображения врагов.
За Lethal Enforcers последовал сиквел Lethal Enforcers II: Gun Fighters. Позже вышел сборник под названием Lethal Enforcers I & II (Lethal Enforcers Deluxe Pack в Японии) для PlayStation, включавший в себя обе игры. Спустя несколько лет Konami выпустила серию Police 24/7 (Police 911 в США и The Keisatsukan в Японии) как продолжение оригинального сюжета, но уже с японской тематикой. За ней последовала японская аркадная игра Seigi No Hero, которая для западной аудитории была локализована и переименована в Lethal Enforcers 3.

## Игровой процесс
Игра ведётся от первого лица. Камера автоматически перемещается по заданной траектории.
В каждом уровне, которые состоят из 4 сцен, игрок должен расстреливать вооружённых преступников, не причиняя вреда гражданским лицам и полицейским. Для убийства большинства врагов достаточно одного выстрела. В конце каждого уровня необходимо уничтожить босса. В аркадной версии с помощью DIP-переключателя можно выбрать либо последовательное прохождение уровней («Аркадный режим»; англ. Arcade Mode), либо выборочное («Уличный режим»; англ. Street Mode).
В Lethal Enforcers насчитывается 5 уровней: «Ограбление банка», «Нападение на Чайна-таун» (в версии для SNES — «Нападение на центр города»), «Угон самолёта», «Наркоторговцы» (в версии для SNES — «Торговцы оружием») и «Саботаж на химическом заводе». Между некоторыми уровнями присутствуют Тренировочные стрельбища, где игрок должен стрелять по мишеням, тем самым зарабатывая очки.
Каждый пройденный уровень оценивается по количеству произведённых выстрелов, количеству попаданий, степени точности и количеству невинных жертв, и в зависимости от достигнутых результатов игрок может получать различные звания: Патрульный (англ. Patrolman), Детектив (англ. Detective), Сержант (англ. Sergeant), Лейтенант (англ. Lieutenant), Капитан (англ. Captain) и Командир (англ. Commander). В начале игры звание игрока — Патрульный, и после каждого уровня звание повышается, если игрок не убил ни одного мирного жителя. Убийство гражданских приведёт к понижению в звании или оставит его прежним, хотя звание не может быть ниже патрульного. Для перехода на следующий уровень игроки должны иметь определённое звание. В кооперативном режиме требованию должны соответствовать оба игрока.
Враги всегда носят солнцезащитные очки, балаклавы или противогазы, в то время как полицейские и гражданские всегда без них. У боссов лицо иногда открыто; битва с ними происходит там, где нет гражданских лиц.
Перед тем, как выйти из-за укрытия, преступники и мирные говорят различные фразы, которые могут помочь игроку. Гражданские будут выбегать с мольбами «Не стреляйте!» (англ. Don’t Shoot!), «Помогите!» (англ. Help Me!), «Нет!» (англ. No!), «Я не хочу умирать!» (англ. I don’t wanna die!) и т. д. Враги же объявляются с издёвками «Промазал!» (англ. You missed me!), «Не попадёшь!» (англ. You can’t shoot me!), «Ты не сможешь меня убить!» (англ. You can’t kill me!) или «Жри свинец!» (англ. Eat Lead!). Другие сотрудники полиции при выходе приказывают преступникам сдаться, говоря «Не двигаться!» (англ. Freeze!), «Бросьте оружие!» (англ. Drop your weapon!) или «Поднимите руки!» (англ. Put your hands up!).
Игра имеет три уровня сложности. В начале игры игрок имеет от трёх до пяти жизней (в зависимости от уровня сложности) и теряет одну при получении выстрела от противника. Также игрок теряет одну жизнь, если стреляет в гражданских или полицейских. Игра завершается после потери всех жизней, однако существует возможность непрерывной игры. По ходу игры можно получить дополнительные жизни за каждые 2000 набранных очков или, если закинуть в автомат монету (только в аркадной версии). Есть бонусные очки (по 10) за уничтожение определённых целей. За каждого поражённого врага даётся 8 очков.
Изначально игрок вооружён стандартным 6-зарядным револьвером Colt Python с патронами .38 Special, однако он может подбирать другое оружие — для этого достаточно выстрелить по значку нужного оружия. Оружия могут прятаться за объектами или выпадать при убийстве врагов. Всего в игре насчитывается 6 дополнительных оружий: патроны .357 Magnum, полуавтоматический пистолет, боевой дробовик, штурмовая винтовка, пистолет-пулемёт и гранатомёт. Пистолет-пулемёт и гранатомёт можно использовать только один раз, тогда как другое оружие можно перезаряжать так же, как и служебный револьвер. Чтобы перезарядить оружие нужно отвести дуло светового пистолета в сторону от экрана и нажать на курок. Потеря жизни влечёт за собой возврат к револьверу.

## Сюжет
Действие происходит в Чикаго, штат Иллинойс, США. Игрок берёт на себя роль офицера Департамента полиции Чикаго по имени Дон Маршалл, который во время перерыва зашёл в пончиковую. Потягивая последнюю каплю кофе, он получает звонок от диспетчера. Они сообщают, что в город вторглась крупная преступная организация, и им срочно нужна его помощь. Игрок является одним из двух выживших офицеров элитной группы, когда остальные оказались в больнице или погибли. Как только звонок закончился, он решил проверить банк. С этого момента ему предстоит самая тяжёлая работа за все его годы службы в полиции. Вместе с помощником (к нему может присоединиться второй игрок) ему поручено помочь остановить нарастающую волну преступности, которая ставит безопасность города под серьёзную угрозу.

## Разработка и выпуск
В 1991 году геймдизайнер Ёсиаки Хатано решил создать очередную аркадную игру со световым пистолетом. Он давно хотел воплотить эту идею, однако не мог придумать подходящую тематику, и поэтому обратился за помощью на Запад. Konami одобрила создание игры с такой концепцией, поскольку ранее компания не затрагивала этот жанр в разгар своего успеха.
Как и многие другие дизайнеры, Хатано часто черпал вдохновение из голливудских фильмов. Он был большим поклонником серии про детектива по прозвищу «Грязный Гарри», где в финале всегда торжествовала справедливость благодаря метким выстрелам из револьвера Smith & Wesson Model 29. Хатано хотел сделать игру достаточно реалистичной и подумал, что Гарри станет идеальным главным героем. Однажды ему в руки попали кадры из Mortal Kombat, которые вдохновили его на создание кровавой игры с использованием оцифрованных изображений.
Lethal Enforcers была создана как продукт для американского рынка американской командой разработчиков Konami — Konami Digital Entertainment, Inc. Ёсиаки Хатано, который раньше работал над музыкой к аркадной игре Salamander (1986), в разработке был руководителем, дизайнером и программистом. Музыку написал Кэнъитиро Фукуи, впоследствии работавший над Violent Storm (1993). Изначально игру не планировалось выпускать с реалистичной графикой в других странах, таких как Япония, так как считалось, что она не будет популярна у японской аудитории. Однако игра имела большой успех не только в США, но и в других странах, после чего было решено выпустить продолжение.

## Региональные различия
Японская аркадная версия Lethal Enforcers отличается от американской и европейской аркадных версий. Эти различия включают анимацию «как перезаряжать» (в американской и европейской версиях показана девушка, стреляющая за пределы экрана аркадного автомата, а в японской версии вместо девушки показан револьвер игрока и то, как следует его перезаряжать) и дополнительную фразу противников «Сдохни, свинья!» (англ. Die, pig!), которая была удалена из американской и европейской версий, поскольку такое обращение к полицейскому считается очень серьёзным оскорблением по отношению к нему, особенно в Америке. Также в японской версии есть возможность увидеть концовку в «уличном режиме» при условии, что выбраны все основные уровни без Тренировочных стрельбищ.

## Портированные версии
Домашние версии были выпущены для приставок Sega Mega Drive, Sega Mega-CD и Super NES. Все они были скопированы с аркадной версии, однако для упрощения игры не имели одну механику — если игрок убивает нескольких врагов подряд, используя не револьвер, то их количество заметно возрастает, давая игроку меньше времени на реакцию. Во всех домашних версиях используется световой пистолет Konami Justifier в форме револьвера, который входил в комплект с игрой. Второй пистолет The Justifier розового цвета можно было заказать только по почте у Konami (почтовая карточка входила в комплект). Вместо светового пистолета в этих версиях можно также использовать обычный геймпад. При управлении с помощью геймпада D-pad перемещает перекрестие по экрану, а кнопки A или B — стреляют. Оружие можно перезарядить с помощью кнопки C.
Световой пистолет The Justifier был специально разработан компанией Konami для игры Lethal Enforcers по образцу револьвера Colt Python. Он был выполнен в ярких цветах, чтобы не пугать общественность оружеподобным видом во время волнений 1990-х годов о связи игрушечного и настоящего оружия. По замыслу Konami, игра может быть совместима только с The Justifier, поскольку компания считала, что уже существующие пистолеты, такие как Menacer от Sega или Super Scope от Nintendo, не могут в полной мере показать аркадные возможности (сборник Lethal Enforcers I & II поддерживает любой пистолет сторонних производителей). Для возможности игры вдвоём внизу основного синего пистолета встроили разъём RJ-11, куда с помощью телефонного шнура можно подключить второй розовый.
Версия для Mega-CD содержит музыку в формате CDDA более высокого качества, написанную композитором Таппи Ивасэ из группы Konami Kukeiha Club. Как и в версии для Mega Drive, система с гражданскими такова — если игрок не достигает необходимого процента попаданий (60 % на лёгком и 80 % на сложном), или убивает мирного жителя, игра наказывает его повторным прохождением уровня, где были допущены ошибки.
В версии для Super NES присутствует традиционная для Nintendo цензура — при гибели игрока или преступника кровь не показывается. Вместо этого экран мигает светло-зелёным или голубым светом, указывая на то, что игрок потерял жизнь или убил противника. Ещё одна особенность этой версии — отсутствие у врагов анимации смерти. Когда же игрок попадает в гражданское лицо, вместо надписи на крови «Невинная жертва» (англ. Innocent Victim) появляется зелёная надпись «ОСТОРОЖНО!» (англ. CAUTION!), при этом гражданский остаётся жив, вместо того, чтобы умереть. Кроме того, «Нападение на Чайна-таун» (что, по сути, представляет собой разборки между бандами) было переименовано в «Нападение на центр города», чтобы избежать дискриминации китайцев, а «Наркоторговцы» — в «Торговцы оружием» из-за цензуры, нацеленной на борьбу с наркотиками.
Вместе с Lethal Enforcers II: Gun Fighters игра вошла в сборник «два в одном» под названием Lethal Enforcers I & II (Lethal Enforcers Deluxe Pack в Японии), разработанном Konami Chicago и выпущенном для PlayStation в 1997 году. В версии для PlayStation тоже присутствовала музыка высокого качества как и в версии для Mega-CD. Также анонсировалась, но была отменена версия сборника для Sega Saturn.

### Famitsu Edition
Известно, что японским журналом Famitsu разыгрывались как минимум 10 специальных коллекционных изданий для Mega-CD и, предположительно, для SNES. В комплекте шёл вкладыш сзади коробки, на котором были автографы восьми редакторов журнала. Игра имела множество отличий от обычной версии, например, модели врагов были изменены на редакторов.
По имеющимся данным, всего существует 18 экземпляров этого раритетного издания, 8 из которых достались редакторам Famitsu. Сегодня эта версия представляет большую коллекционную ценность как истинная раритетная находка.

### Пиратство
Версия Lethal Enforcers для Mega Drive неофициально продавалась пиратами под оригинальным или изменённым названием. В России и других странах СНГ компания Bitman продвигала продукт под названием Gun Fighter, в комплекте которого находился клон оригинального светового пистолета — The Punisher. Данная версия была создана для приставки Super Bitman — клона тайваньской KW-501, которая в свою очередь являлась нелицензионным клоном Sega Mega Drive.

## Отзывы и критика
| Сводный рейтинг          | Сводный рейтинг                                         |
| Агрегатор                | Оценка                                                  |
| ------------------------ | ------------------------------------------------------- |
| MobyRank                 | 80 % (ARC) 74 % (Mega Drive) 69 % (Mega-CD) 77 % (SNES) |
| Иноязычные издания       |                                                         |
| Издание                  | Оценка                                                  |
| AllGame                  | (ARC) · (Mega Drive) · (Mega-CD) · (SNES)               |
| CVG                      | 80/100 (Mega Drive) 82/100 (Mega-CD)                    |
| EGM                      | 6/10 (Mega Drive) 6,5/10 (Mega-CD) 6/10 (SNES)          |
| Famitsu                  | 25/40 (Mega Drive) 28/40 (Mega-CD) 28/40 (SNES)         |
| Beep! Mega Drive         | 6,8/10 (Mega Drive) 6,8/10 (Mega-CD)                    |
| Dreamcast Fan            | 20,5/30 (Mega Drive) 22,7/30 (Mega-CD)                  |
| Electronic Games         | 95 % (Mega Drive) 93 % (Mega-CD)                        |
| Family Computer Magazine | 23/30 (SNES)                                            |
| GamesMaster              | 93/100 (Mega-CD)                                        |
| Mean Machines            | 74/100 (Mega Drive)                                     |
| Mega                     | 89 % (Mega Drive) 89 % (Mega-CD)                        |
| Video Games              | 63 % (Mega Drive) 63 % (Mega-CD)                        |
| Русскоязычные издания    |                                                         |
| Издание                  | Оценка                                                  |
| Великий Dракон           | 5/10 (Mega Drive)                                       |
| Sega Mega Drive Review   | 41/50 (Mega Drive)                                      |
| Tricks                   | 82 % (Mega Drive)                                       |

В США журнал RePlay в ноябре 1992 года поместил игру на третье место по сборам среди вертикальных аркадных автоматов, а затем с декабря 1992 по январь 1993 она занимала первое место в этом же топе. В 1993 году игра была второй по счёту в пятёрке самых популярных видеоигр. Позже в ноябре это была самая продаваемая игра на Mega-CD в США.
Журнал GamePro высоко оценил версии для Mega Drive и Mega-CD. Игру хвалили за реалистичную графику и атмосферные звуки. Журнал Electronic Games также поставил этим версиям щедрые оценки. Он высоко оценил все аспекты игры, выделив единственный недостаток в управлении — при игре на геймпаде сложно точно реагировать на врагов, а со световым пистолетом невозможно долго держать вытянутую руку с оружием.
В версии для SNES GamePro отметил точность светового пистолета The Justifier, реалистичную графику и «уместную быструю музыку». Журнал Electronic Gaming Monthly поставил версии для SNES 24 балла из 40. Хотя рецензенты отметили, что порт был технически впечатляющим, им показалось, что жестокость была смягчена до такой степени, что игра потеряла свой дух. В свою очередь Энтони Бэйз из AllGame посчитал жестокость этой версии довольно сбалансированной: убийства выглядели «достаточно реалистично, чтобы ускорить пульс, но в то же время достаточно неестественно, чтобы ребёнку не снились кошмары».
Сборник Lethal Enforcers I & II получил весьма посредственные отзывы: критики отмечали, что, хотя игра и получилась идентичной аркадной версии, геймплей выглядел слишком примитивным, а графика очень статичной по сравнению с современными играми вроде Time Crisis (1995). Electronic Gaming Monthly поставил сборнику 4.875 из 10 баллов. Представитель журнала Дэн Хсу прокомментировал, что хотя игры серии Lethal Enforcers были очень хороши, к 1997 году они сильно устарели, чтобы конкурировать с другими новинками того времени, и недостаточно культовы, чтобы считаться ретро-сборником.
Журнал Mega поставил игру на 35 место в своём списке Top 50 Mega Drive и на 6 место в списке Top 10 Mega CD. Сайт Screen Rant поместил её на 9 место в списке лучших шутеров со световым пистолетом всех времён. В 1995 году журнал Total! поставил игру на 58 место в списке Top 100 SNES Games. В 1995 году журнал Flux поместил аркадную версию на 43 место в списке Top 100 Video Games.
В Японии журнал Game Machine в выпуске от 1 января 1993 года назвал Lethal Enforcers самой прибыльной игрой месяца среди автоматов с вертикальным/кабинным корпусом. В обзорах игрового журнала Weekly Famitsu версия для Mega-CD получила 28 баллов из 40 (8, 6, 8, 6 по версиям отдельных рецензентов), версия для Mega Drive получила 25 баллов из 40 (7, 5, 7, 6 по версиям отдельных рецензентов), а версия для SNES получила 28 баллов из 40 (7, 7, 8, 6 по версиям отдельных рецензентов). В ежегодном рейтинге Gamest Awards, публикуемом японским журналом Gamest, игра заняла 19 место среди хитов 1998 года.
В опросе читателей «Игровой дневник» японских журналов Dreamcast Fan и Family Computer Magazine Lethal Enforcers получила довольно хорошие оценки. Общие оценки были выше значения 20,5 очков из 30. Участники опроса хвалили музыку, увлекательность, а также оригинальность игры.
| Издание                  | Версия     | Персонажи | Музыка | Цена/качество | Управление | Увлекательность | Оригинальность | Всего |
| ------------------------ | ---------- | --------- | ------ | ------------- | ---------- | --------------- | -------------- | ----- |
| Dreamcast Fan            | Mega Drive | 2,9       | 3,4    | 3,3           | 3,3        | 3,8             | 3,9            | 20,5  |
| Dreamcast Fan            | Mega-CD    | 3,6       | 3,8    | 3,5           | 3,6        | 4,2             | 4,0            | 22,7  |
| Family Computer Magazine | SNES       | 3,8       | 3,6    | 3,5           | 3,9        | 4,2             | 4,1            | 23,0  |

### Скандал
Lethal Enforcers вызвала бурную реакцию из-за использования фотореалистичных изображений. Она была одной из видеоигр, которые обсуждались на слушаниях в Сенате США по поводу насилия в видеоиграх в 1993 году под председательством сенаторов Джо Либермана и Герба Коля. Во время первого слушания, которое освещалось на канале C-SPAN, Либерман продемонстрировал Nintendo и Sega световой пистолет Konami Justifier, который входил в комплект с игрой, отметив, что он слишком похож на настоящий револьвер и не должен находиться у детей в руках:
Должен сказать, что для меня это выглядит как оружие, а не какое-то высокотехнологичное устройство. Это похоже на штурмовое оружие.
Оригинальный текст (англ.)I must say to me that looks like a weapon and not like a high tech implement of any kind. It looks like an assault weapon of some kind.
Разве создание игры и её продажа, которые побуждают ребёнка направлять пистолет на телевизор и вознаграждают его за успех повышением огневой мощи, не способствуют проявлению насилия?
Оригинальный текст (англ.)It isn't making a game and selling it that encourages a kid to point a gun at a television set and rewards his success or her success by increasing the firepower of the gun encouraging criminality?
В то время пистолет убрали из магазинов игрушек, таких как Toys «R» Us.
После данных слушаний была создана организация по определению возрастных рейтингов для видеоигр под названием ESRB, которая позже поставила Lethal Enforcers рейтинг M (Только для взрослых; Не подходит для лиц младше 17 лет). Наряду с играми Night Trap и Mortal Kombat, которые также упоминались на первом слушании, версия для Mega Drive стала одной из первых видеоигр, получивших рейтинг MA-17 (Только для взрослых; Не предназначено для несовершеннолетних) от VRC компании Sega. Игра также оценивалась другими организациями: BBFC — PG (Рекомендовано присутствие родителей), USK — 18+ (Только для взрослых; Запрещено для детей).
Версия игры для Mega-CD была запрещена в Германии.

## Наследие
Lethal Enforcers популяризовала использование оцифрованных спрайтов и фонов в шутерах со световым пистолетом. Её выход совпал с выходом другой популярной игры с оцифрованными спрайтами — Mortal Kombat (1992). Впоследствии Lethal Enforcers стала эталоном, с которым сравнивали все последующие шутеры со световым пистолетом до середины 1990-х годов. Оцифрованные спрайты были самым популярным графическим представлением для шутеров со световым пистолетом до середины 1990-х, пока не появилась Virtua Cop (1994) от Sega AM2, которая заменила их трёхмерной полигональной графикой.
После успешных продаж Lethal Enforcers последовал сиквел (приквел) под названием Lethal Enforcers II: Gun Fighters. Позже в 1997 году вышел сборник под названием Lethal Enforcers I & II (Lethal Enforcers Deluxe Pack в Японии) для PlayStation, включавший в себя первую и вторую части. Ещё несколько лет спустя Konami выпустила небольшую серию Police 24/7 (Police 911 в США и The Keisatsukan в Японии) как продолжение оригинального сюжета, где действие уже разворачивается в Японии. За серией последовала японская аркадная игра Seigi No Hero, которая для западной аудитории была локализована и переименована в Lethal Enforcers 3.

### В массовой культуре
Один из уровней в шутере Jikkyō Oshaberi Parodius от Konami, а именно шестой, содержит отсылку на Lethal Enforcers — игрок должен уворачиваться от движущихся мишеней из уровня «Стрельбище № 1». Внизу экрана во время прохождения этого уровня появляются синий и розовый световые пистолеты Konami Justifier. Кроме того, на фоне играет музыка из третьего уровня Lethal Enforcers «Угон самолёта» под названием Desperate to Survive.
В одной известной сцене игры Snatcher Гиллиан идёт в бар под названием «Внешнее небо» чтобы взять интервью у танцовщицы по имени Изабелла Вельвет, которая там работает. В тот вечер в заведении проходит маскарадный бал, где все посетители одеты в костюмы персонажей других популярных франшиз Konami. Там же слева встречается и Давид Уэда из Lethal Enforcers.
Альбом Brain Thrust Mastery группы We Are Scientists содержит песню «Lethal Enforcer», названную в честь игры. В альбоме есть много композиций с названиями, отсылающими к видеоиграм, такими как «Altered Beast», «Ghouls» (из игры Ghouls 'n Ghosts) и «Gauntlet».